# La aritmética del diablo
La aritmética del diablo es una película estadounidense de 1999, dirigida por Donna Deitch y protagonizada por Kirsten Dunst, Brittany Murphy y Paul Freeman.

## Argumento
La rebelde Hannah Stern (Kirsten Dunst) es una joven de orígenes judíos a la que le disgusta seguir las tradiciones de su familia por obligación. Pero de pronto, Hannah tiene la posibilidad de revivir momentos de la historia y del pasado particular de su familia, lo que le dará una nueva perspectiva de su religión.

## Reparto principal
- Kirsten Dunst como Hannah Stern.
- Brittany Murphy como Rivkah.
- Paul Freeman como Rabbi.
- Mimi Rogers como Leonore Stern.
- Louise Fletcher como Tía Eva.